# Alice Nokes
Alice Holly Nokes (* 30. Dezember 1998 in Sutton, Surrey) ist eine britische Schauspielerin.

## Leben
Nokes wurde am 30. Dezember 1998 in der Hauptstadt des London Borough of Sutton geboren. Sie wuchs mit einer jüngeren Schwester in London auf und besuchte die Sylvia Young Theatre School.
2007 stand sie erstmals für eine Filmproduktion, für den Kurzfilm The German Lullaby, vor der Kamera. Einem breiten Publikum wurde sie durch ihre Rolle als Courtney Mitchell in 13 Episoden der Fernsehserie EastEnders bekannt. In den folgenden Jahren folgten Besetzungen in einzelnen Episoden verschiedener Fernsehserien, unter anderem in der letzten Staffel von Game of Thrones. 2020 stellte sie in der Fernsehserie The Spanish Princess die Rolle der Anne Boleyn dar. 2022 war sie in Wrecked – Voll abgestürzt! als Sophia zu sehen.

## Filmografie (Auswahl)
- 2007: The German Lullaby (Kurzfilm)
- 2016: EastEnders (Fernsehserie, 13 Episoden)
- 2016: Suspicion (Fernsehserie, Episode 2x04)
- 2017: Casualty (Fernsehserie, Episode 31x41)
- 2018: Grandpa’s Great Escape
- 2018: Millie Inbetween (Fernsehserie, 2 Episoden)
- 2018: The Crone (Kurzfilm)
- 2019: Game of Thrones (Fernsehserie, Episode 8x04)
- 2019: The Killer Beside Me (Fernsehdokuserie, Episode 2x01)
- 2020: Ted Lasso (Fernsehserie, Episode 1x05)
- 2020: The Spanish Princess (Fernsehserie, 6 Episoden)
- 2021: Dalgliesh (Fernsehserie, 2 Episoden)
- 2022: Father Brown (Fernsehserie, Episode 9x08)
- 2022: Wrecked – Voll abgestürzt! (Wrecked, Fernsehserie, 6 Episoden)